# Sungai Mendawai
Sungai Mendawai är ett vattendrag i Indonesien. Det ligger i provinsen Kalimantan Tengah, i den västra delen av landet, 800 km öster om huvudstaden Jakarta.